# Natalia Androssova-Iskander
Natalia Aleksandrovna Androssova-Iskander (en russe : Наталья Александровна Андросова-Искандер), née le 17 février 1910, décédée le 25 juillet 1999 à Moscou.
Elle est l'arrière-arrière-petite-fille de Nicolas Ier de Russie.

## Famille
Elle est la fille du prince Alexandre Nikolaïevitch Romanovski-Iskander et de sa première épouse Olga Iossifovna Rogovskaïa.

## Mariage
La princesse Natalia Androssova-Iskander épousa Nikolaï Vladimirovitch Dostal (1909-1959).

## Biographie
La princesse Natalia Androssova-Iskander vécut toute sa vie en Union soviétique, elle fut le dernier représentant de la famille Romanov à y résider.
Après la Révolution d'Octobre 1917, tous les membres de la famille Romanov furent exécutés ou s'exilèrent, sauf Natalia son frère, le prince Kiril Aleksandrovitch Androssov-Iskander (1915-1992). Ils résidèrent à Moscou.
La famille put survivre grâce au vol de diamants dans le Palais d'Hiver perpétré par son grand-père, le grand-duc Nicolas Constantinovitch de Russie en 1870, en punition il fut exilé dans la région du Turkestan.
En 1924, la famille s'établit à Moscou et prit le nom de son beau-père Androssov.
La princesse Natalia Androssova-Iskander pratiqua la moto, dans un cirque, elle présenta un numéro de moto.
Au cours de la Seconde Guerre mondiale, la princesse Natalia Androssova-Iskander conduisit un camion de l'Armée rouge.
Elle fut l'amie du poète et scénariste Alexandre Galitch (1918-1977), de l'acteur et chanteur Alexandre Vertinski (1889-1957), l'acteur et clown Iouri Nikouline (1921-1997), le poète et romancier Andreï Voznessenski (1933-2010), le poète et écrivain Evgueni Evtouchenko (1932- 2017), l'écrivain et journaliste Iouri Naguibine (1920-1994).